# ميريام مانديل
ميريام مانديل هي كاتِبة وشاعرة كندية، ولدت في 24 يونيو 1930 في Rockglen ‏ في كندا، وتوفيت في 13 فبراير 1982 في إدمونتون في كندا.